# San Carlo all’Arena (Nápoly)
A San Carlo all’Arena templom Nápoly történelmi központjában.

## Története
1621-ben építette a ciszterciek számára Silvestro Cordella Giuseppe Nuvolo tervei alapján. Neve arra utal, hogy egy nagyon homokos út mentén épült fel, ugyanis a központ körüli dombokról nagy esőzésekkor a lezúdúló víz itt rakta le hordalékát. Mai arculatát az 1823-as átépítések során nyerte el, amelyeket Francesco De Cesare építész tervei alapján végeztek. 1923-ban egy tűzvész miatt részlegesen újjá kellett építeni.

## Leírása
A templom ovális alaprajzú, hét oldalkápolnával. Legértékesebb díszítőelemei a homlokzaton levő Szent Károly történetét ábrázoló domborművek, amelyek Vincenzo Annibale alkotásai.